# Devihal, Shirhatti
Devihal là một làng thuộc tehsil Shirhatti, huyện Gadag, bang Karnataka, Ấn Độ.